# 托尔纳塔
托尔纳塔（義大利語：Tornata），是意大利克雷莫纳省的一个市镇。总面积10平方公里，人口519人，人口密度51.9人/平方公里（2009年）。国家统计（ISTAT）代码为019106。